# Championnat du Brésil de football de deuxième division 1972
Navigation
Serie B 1971 Serie B 1980
La saison 1972 de Série B (en portugais Campeonato Nacional de Clubes da Segunda Divisão 1972) est la deuxième édition du championnat du Brésil de football de deuxième division, qui constitue le deuxième échelon national du football brésilien. 

## Organisation
Comme lors de la première édition, 23 équipes disputent la compétition, en fin de championnat il n'y a pas de promotion en Serie A.

## Compétition
La première phase compte 23 équipes réparties dans quatre groupes, 3 groupes de six et un groupe de cinq équipes. Les deux premiers de chaque groupe se qualifient pour la deuxième phase.
Lors de la deuxième phase, les huit équipes restantes sont réparties en deux groupes de 4 équipes. Le deux premiers se rencontrent pour la finale du championnat qui se joue en seul match.

### Deuxième tour

#### Groupe A
| Rang | Équipe         | Pts | J | G | N | P | Bp | Bc | Diff |
| ---- | -------------- | --- | - | - | - | - | -- | -- | ---- |
| 1    | Sampaio Corrêa | 8   | 6 | 3 | 2 | 1 | 6  | 3  | +3   |
| 2    | Tiradentes     | 8   | 6 | 3 | 2 | 1 | 6  | 3  | +3   |
| 3    | Alagoinhas AC  | 4   | 6 | 1 | 2 | 3 | 2  | 5  | -3   |
| 4    | AO Itabaiana   | 4   | 6 | 1 | 2 | 3 | 2  | 5  | -3   |

#### Groupe B
| Rang | Équipe           | Pts | J | G | N | P | Bp | Bc | Diff |
| ---- | ---------------- | --- | - | - | - | - | -- | -- | ---- |
| 1    | Campinense Clube | 12  | 6 | 6 | 0 | 0 | 11 | 2  | +9   |
| 2    | América (Natal)  | 8   | 6 | 4 | 0 | 2 | 9  | 5  | +4   |
| 3    | CS Alagoano      | 2   | 6 | 1 | 0 | 5 | 3  | 8  | -5   |
| 4    | América (Recife) | 2   | 6 | 1 | 0 | 5 | 3  | 11 | -8   |

### Finale
| 17 décembre 1972 | Sampaio Corrêa    | 1 – 1 | Campinense Clube | Stade Nhozinho Santos, São Luís |  |
|                  |                   |       |                  |                                 |  |
|                  | Tirs au but 5 - 4 |       |                  |                                 |  |

- Sampaio Corrêa remporte son premier titre de champion de deuxième division brésilienne[1].